# Hiperinsulinismo
Hiperinsulinismo (em inglês: hyperinsulinism, hyperinsulinemia) é um estado de quantidade elevada do hormônio insulina no sangue, causada por uma produção excessiva ou anormal (elevada) de insulina no pâncreas. 